# Светослав Іванов (вершник)
Светослав Іванов (16 грудня 1951) — болгарський вершник.
Срібний призер Олімпійських Ігор 1980 року в командній виїздці.